# Мелес (Лидия)
Мелес или Мирс (Meles, Myrsus) според Херодот е 24-тият цар на Лидия и 21-вият цар от династията Хераклиди през 740 пр.н.е. – 728 пр.н.е. или през 745 пр.н.е. – 733 пр.н.е.
Той е син на цар Алиат I и баща на цар Кандавъл, който го наследява на трона.